# دلقک و آدم‌ماشینی
«دلقک و آدم‌ماشینی» (فرانسوی: Gugusse et l'Automate‎) یک فیلم صامت و کوتاه فرانسوی در ژانر علمی–تخیلی به کارگردانی ژرژ ملی‌یس است که در سال ۱۸۹۷ منتشر شد. در این فیلم یک دلقک سرگرم حرکات گیج‌کننده یک آدم‌ماشینی شده است. این فیلم از نخستین فیلم‌های علمی-تخیلی تاریخ سینما است.
این فیلم هم‌اکنون، یک فیلم گمشده است.